# Carina Barone

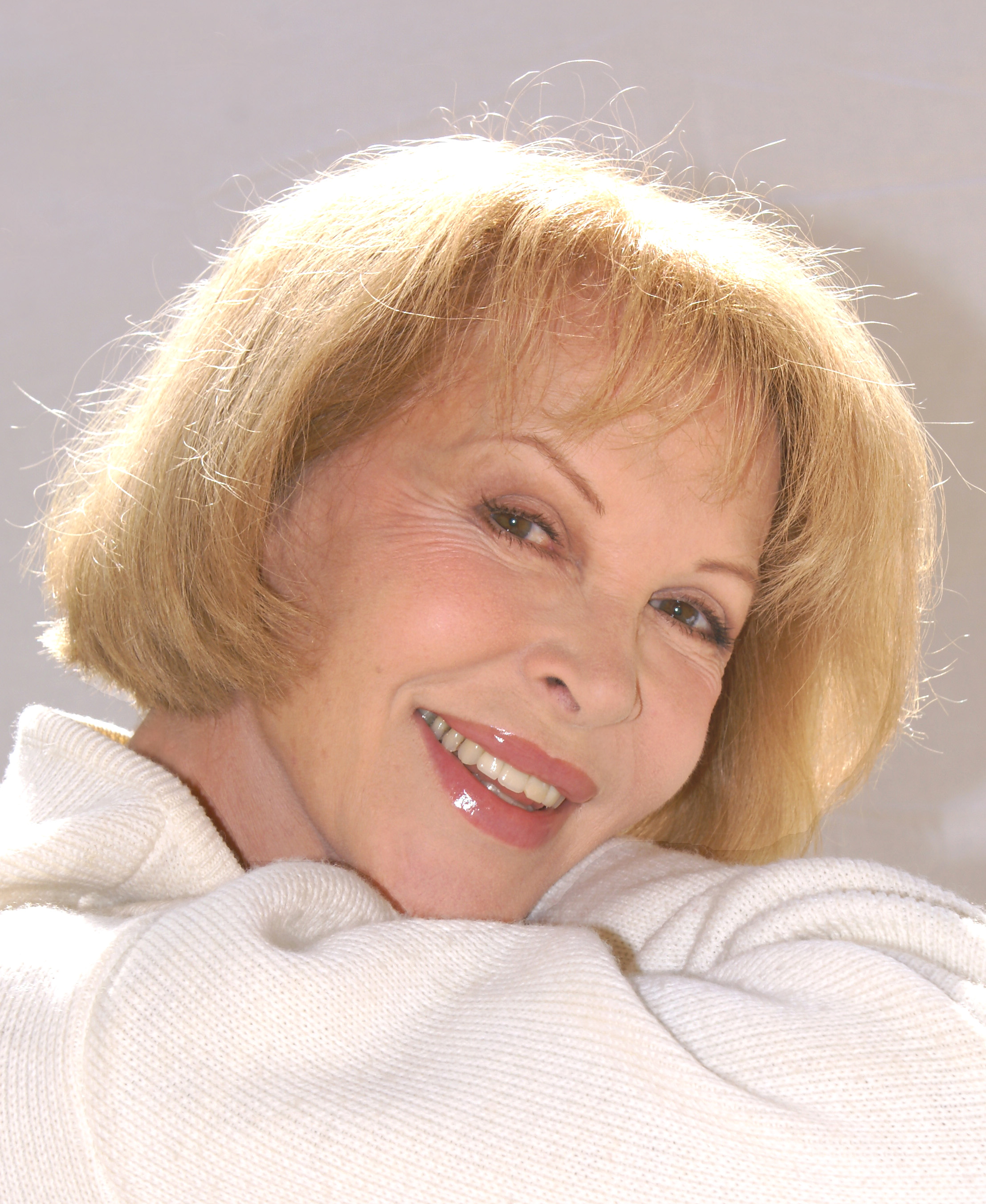
Carina Barone (2005)

Carina Barone (* 20. Jahrhundert) ist eine französische Filmschauspielerin und Malerin.

## Leben
Carina Barone war zunächst einige Jahre als Model tätig.
Sie wurde ab Mitte der 1970er Jahre als Filmschauspielerin aktiv. Ab 1996 wirkte sie in vier SR-Tatorte als „Pauline Fèvre“ mit. Auch betätigte sie sich als Trapezkünstlerin.
Die übrige Zeit beschäftige sie sich mit Malerei im Stil Naiver Kunst, die sie in einer Reihe von Ausstellungen gezeigt hat.

## Filmografie (Auswahl)
- 1976: Ein Elefant irrt sich gewaltig (Un éléphant ça trompe énormément)
- 1978: The Last Romantic Lover
- 1980: Hemmungslose Erotik (Contes pervers)
- 1982: The Living Dead Girl (La Morte vivante)
- 1991: König der Katakomben (Le roi mystère, Miniserie, 3 Folgen)
- 1992: Auf Achse (Fernsehserie, 1 Folge)
- 1995: Les garçons de la plage (Fernsehserie, 5 Folgen)
- 1996: Tatort: Der Entscheider
- 1998: Tatort: Allein in der Falle
- 1999: Tatort: Strafstoß
- 2000: Tatort: Die Möwe